# Les Mamelles

Lage von Les Mamelles in den Inner Islands der Seychellen

Les Mamelles (frz.: die Brust) ist einer der Verwaltungsbezirke der Seychellen mit 2 km² Fläche und 2667 Einwohnern (2010).
Er ist nicht zu verwechseln mit der ebenfalls zu den Seychellen gehörenden Insel Mamelles Island.